# Bulbophyllum medusae
Bulbophyllum medusae é uma espécie de orquídea (família Orchidaceae) pertencente ao gênero Bulbophyllum. Foi descrita por John Lindley e Heinrich Gustav Reichenbach em 1861.